# Renealmia mannii
Renealmia mannii är en enhjärtbladig växtart som beskrevs av Joseph Dalton Hooker. Renealmia mannii ingår i släktet Renealmia och familjen Zingiberaceae.
Artens utbredningsområde är Bioko. Inga underarter finns listade i Catalogue of Life.